# Cauno
Cauno (cário: Kbid;

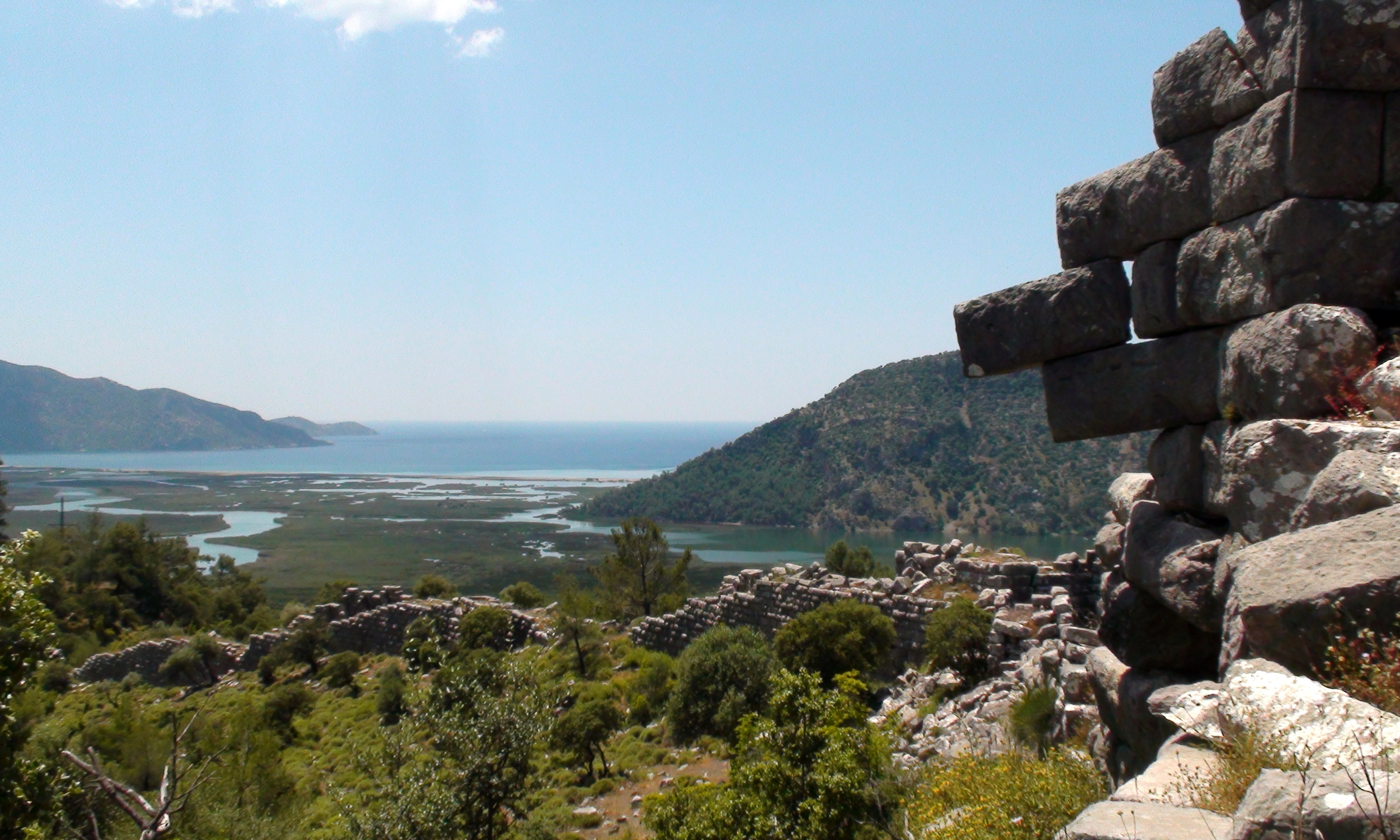
Muralhas da cidade antiga com vista para o estuário do rio Cálbis (Dalyan) e praia de İztuzu

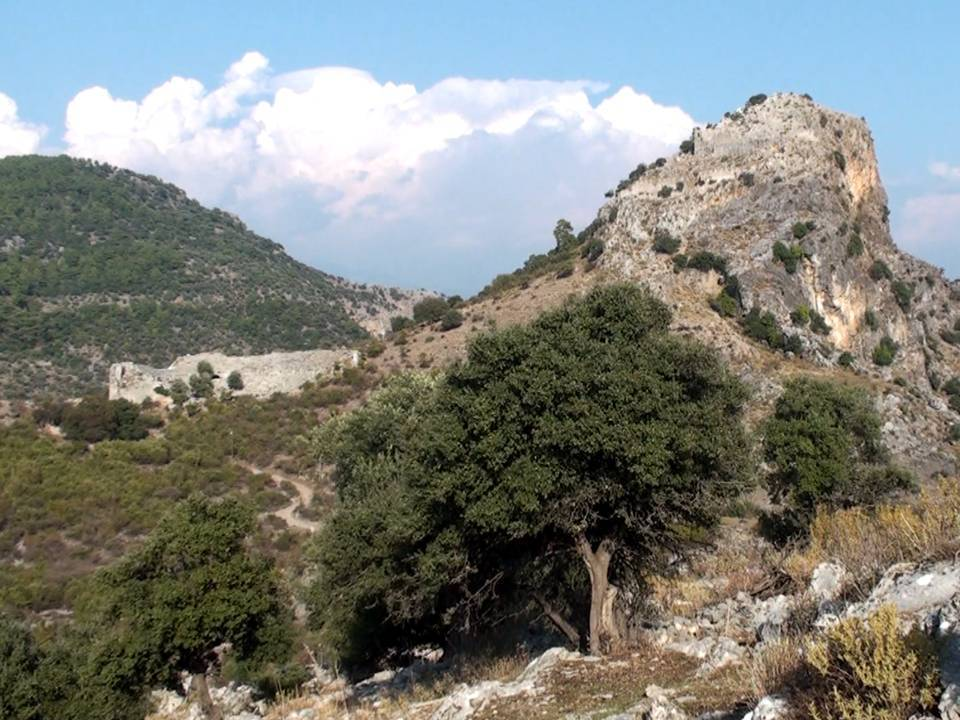
Acrópole e teatro vistos da fortaleza de Heraklion

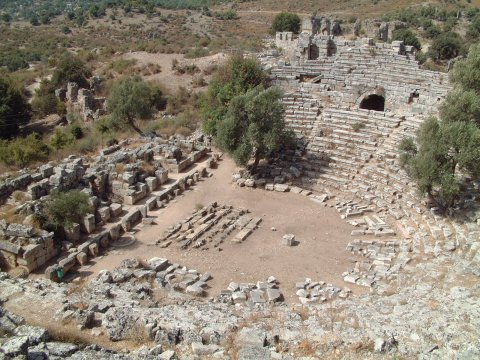
Teatro

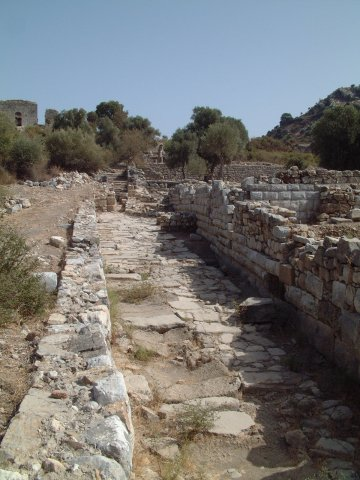
Rua da cidade antiga

lício: Khbide; grego antigo: Καῦνος; em latim: Caunus) foi uma cidade da região antiga da Cária, na Anatólia ocidental, situada a poucos quilômetros a oeste da cidade moderna de Dalyan, na província de Muğla, na Turquia. O rio Cálbis (hoje conhecido como rio Dalyan) era a fronteira entre a Cária e a Lícia. De início, Cauno era uma área separada, tornando-se depois parte da Cária e em seguida da Lícia.
Cauno foi um porto de grande importância regional, e acredita-se que sua origem date do século X a.C. Devido à formação da praia de İztuzu e ao processo de assoreamento da baía de Dalyan, que começou durante o período helenístico, Cauno hoje se situa a 8km da costa. A baía da cidade tinha dois portos, um ao sul, e outro interno, a noroeste, onde hoje se situa um lago (Sülüklü Göl, ou "lago das sanguessugas"). O porto sul foi usado desde a fundação da cidade até aproximadamente o fim do período helenístico, quando se tornou inacessível devido ao avanço da planície pantanosa. O porto interno foi utilizado até os últimos dias da ocupação de Cauno, mas por causa do assoreamento do delta e dos portos, Cauno já havia perdido sua função como importante porto comercial. Após a ocupação da Cária por tribos turcas e também devido à grande epidemia de malária ocorrida no século XV, Cauno foi completamente abandonada.
O sítio arqueológico foi redescoberto em 1842, pelo explorador britânico Richard Hoskyn. Em 1966, a equipe do arqueólogo Baki Öğün iniciou escavações sistemáticas e regulares da Cauno antiga, que continuam ainda hoje, sob a supervisão do professor Cengiz Işık. As pesquisas arqueológicas não estão limitadas a Cauno, mas também aos seus arredores, como por exemplo próximo ao Spa Sultaniye, onde foi encontrado um santuário dedicado à deusa Leto.
Desde abril de 2014, Cauno está na lista dos candidatos a Patrimônio Histórico da Humanidade da UNESCO.

## Mitologia
De acordo com os relatos mitológicos antigos, Cauno foi fundada pelo rei Cauno, filho de Mileto, rei da Cária, e de Cíane e neto de Apolo. Cauno tinha uma irmã gêmea, Bíblide, que se apaixonou perdidamente pelo irmão. Para evitar o incesto, Cauno fugiu da Cária, juntamente com alguns seguidores, para se estabelecer em outro lugar. Sua irmã enlouqueceu de pesar, saiu em busca de Cauno e terminou por se suicidar. Segundo a mitologia, o rio Cálbis surgiu de suas lágrimas.

## História
Estudos numismáticos e linguísticos têm fornecido as principais pistas para o estabelecimento da origem dos cáunios. Moedas do século V a.C., bem como inscrições cárias, mostram que o alfabeto cáunio tinha grande semelhança com o cário, ainda que o cário tenha sido decifrado apenas recentemente. Isso mostra como a cidade se desenvolveu de maneira relativamente autônoma apesar da influência cultural dos cários.
Em termos de cultura material, a evidência mais antiga do sítio de Cauno é o pescoço de uma ânfora protogeométrica datada de aproximadamente IX a.C. Uma estátua encontrada no portão oeste da muralha da cidade e cacos de cerâmica provenientes da Ática, indicando um comércio já em desenvolvimento, revelam ocupações no século VI a.C. Porém, não há estruturas arquitetônicas conhecidas datadas de antes do século IV a.C.
Cauno foi capturada pelo general medo Hárpago, a serviço do rei aquemênida Ciro, o Grande no século VI a.C., depois da capitulação de Xanto, na Lícia. Heródoto, nas suas Histórias, comenta sobre as origens dos cáunios, em que corrobora a ideia de contato próximo com os cários e também traz descrições curiosas sobre os costumes locais:
Quanto aos cáunios, parece-me serem eles autóctones, embora se digam originários de Creta. Se moldaram sua língua pela dos cários, ou se estes moldaram a sua pela deles, é coisa que não posso afirmar com segurança. Possuem, entretanto, costumes bem diferentes dos cários e de todos os demais povos. Constitui entre eles ato muito honesto o reunirem-se para beber, homens, mulheres e crianças, pela ordem da idade ou grau de amizade. Prestavam culto aos deuses estrangeiros, mas, mudando de sentimento, resolveram não mais se dirigirem a nenhuma divindade senão às do país. Todos os jovens cáunios, munidos de armas e terçando no ar as lanças, arrastaram até as fronteiras as estátuas dos deuses estrangeiros, proclamando que os estavam expulsando.
No livro 5, parágrafo 103, Heródoto também comenta que a cidade se juntou à revolta jônica contra a dominação persa. Com a expulsão de Xerxes I ao fim das Guerras Médicas, os persas foram gradualmente sendo expulsos da costa da Ásia Menor, e Cauno se juntou à Liga de Delos. A princípio, a cidade era obrigada a pagar apenas 1 talento de imposto para a liga, quantidade que foi multiplicada por 10 em 425 a.C. Isso indica que a cidade havia se tornado um porto bastante próspero, possivelmente por causa do aumento da produção agrícola e da demanda por artigos de exportação cáunios, tais como sal, peixe salgado, escravos, resina de pinho e aroeira preta - matérias-primas para a fabricação do alcatrão usado na construção e reparo de navios, e figos secos.
Durante os séculos V e IV a.C., por causa da crescente influência grega, a cidade começou a usar o nome grego de Kaunos como alternativa ao seu nome mais antigo, Kbid. É nesse período que pode-se dizer que Cauno se transforma em uma cidade grega. O mito sobre a fundação da cidade pelo rei Cauno provavelmente data deste período.
Após a Paz do rei, em 387 a.C., Cauno voltou a fazer parte dos domínios persas, mas sem perder suas novas características gregas. Durante esse período, a cidade foi anexada à satrapia da Cária e passou por mudanças drásticas, em particular durante a administração dos sátrapas Hecatomno (390–377 a.C.) e seu filho Mausolo (377–353 a.C.). A cidade foi aumentada, modelada em terraços e recebeu uma grande muralha. Ao mesmo tempo, a cidade consolidou suas características gregas, com uma ágora e templos dedicados a divindades gregas. A campanha de Alexandre, o Grande em 334 a.C. e o declínio do Império Aquemênida também aumentou essa influência helenística. Depois da morte de Alexandre, quando das décadas de guerra dos diádocos pela divisão do seu império, a localização estratégica dos portos de Cauno fez com que a cidade fosse sucessivamente invadida, e seu governo mudou de mãos com frequência. Rodes finalmente adquiriu o controle da cidade, comprando-a dos ptolomeus por 200 talentos, em 191 a.C. Cauno passou a pertencer à peraea de Rodes, ou seja, ao território oposto à ilha e dominado por ela.

### Período romano
Devido às disputas entre os reinos helenísticos, o Império romano conseguiu expandir sua influência na área e gradualmente passou a anexar territórios na Ásia Menor. Em 167 a.C., os romanos "libertaram" Cauno do domínio ródio. Finalmente, em 133 a.C., os romanos estabeleceram a província da Ásia, que cobria grande parte da Anatólia ocidental. Cauno se situava na fronteira dessa província, e sua administração foi delegada à Lícia.
Em 88 a.C., o rei Mitrídates VI do Ponto invadiu a província, tentando impedir a expansão romana. Os cáunios se aliaram a ele e mataram todos os habitantes romanos da cidade. Depois da paz de 85 a.C., os cáunios foram punidos pela aliança com Mitrídates e colocados novamente sob controle dos ródios. Durante o domínio romano, Cauno recebeu novas construções no seu lado oeste. O anfiteatro da cidade foi ampliado e foram construídos banhos romanos e uma palestra. A fonte da ágora foi renovada e novos templos foram erigidos.

### Período bizantino
Cauno se tornou um centro cristão logo de início, e, quando o Império romano adotou oficialmente a religião cristã, o nome da cidade passou a ser Haghia Caunus. O bispado é conhecido desde o século IV. Quatro bispos são mencionados pelo teólogo francês Michel Le Quien (I, 981): Basílio, que participou do Concílio de Selêucia em [[359]; Antípatro, que participou do Concílio da Calcedônia em 451; Nicolau, autor de uma carta ao imperador bizantino Leão I, o Trácio (r. 457–474) em 458; e Estêvão, que participou do Segundo Concílio de Niceia em 787. O Sinecdemos de Hiérocles e a maioria das Notitiae Episcopatuum até os séculos XII ou XIII situam o bispado de Cauno na Lícia, como diocese sufragânea da sé titular de Myra.
Hoje em dia, a diocese está incluída, sob a forma latinizada do seu nome, Caunus, entre as arquidioceses reconhecidas pela Igreja católica. O bispo titular mais recente, Angelo Barbisotti, faleceu em 1972 e desde então o cargo está vacante.

### Declínio de Cauno
De 625 em diante, Cauno foi alvo de diversos ataques de árabes muçulmanos e piratas. No século XIII, tribos turcas invadiram a área. Em consequência, o antigo castelo na acrópole foi fortificado com muralhas, obtendo um típico aspecto medieval. No século XIV, as tribos turcas já haviam conquistado boa parte da Cária, o que resultou em um declínio acentuado no comércio marítimo.
A crise econômica resultante fez com que muitos cáunios se mudassem para outros lugares. No século XV, os turcos capturaram toda a área ao norte da Cária, e Cauno foi vítima de uma epidemia de malária, o que fez com que a cidade fosse abandonada. A cidade antiga também foi devastada por um terremoto e, depois, gradualmente coberta pela areia e uma densa vegetação rasteira. A cidade ficou esquecida até que o arqueólogo inglês Richard Hoskyn encontrou uma tabuleta jurídica que se referia ao Conselho de Cauno e aos habitantes da cidade. Hoskyn visitou as ruínas em 1842 e chamou finalmente a atenção para a cidade.

## Principais sítios arqueológicos

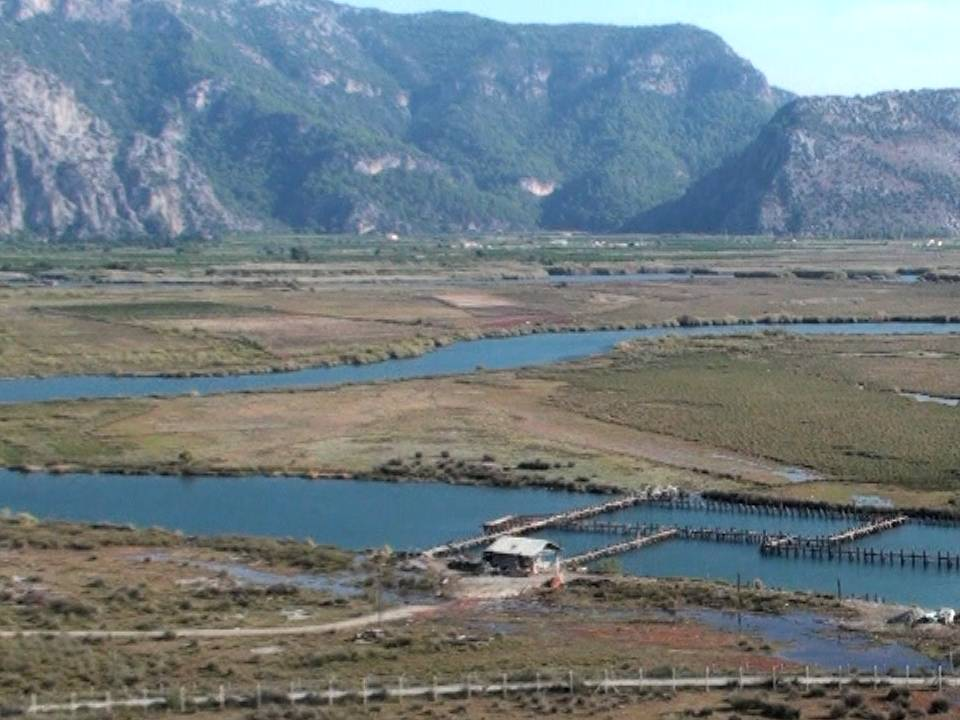
O rio Cálbis (Dalyan), aos pés do Heráclio de Cauno

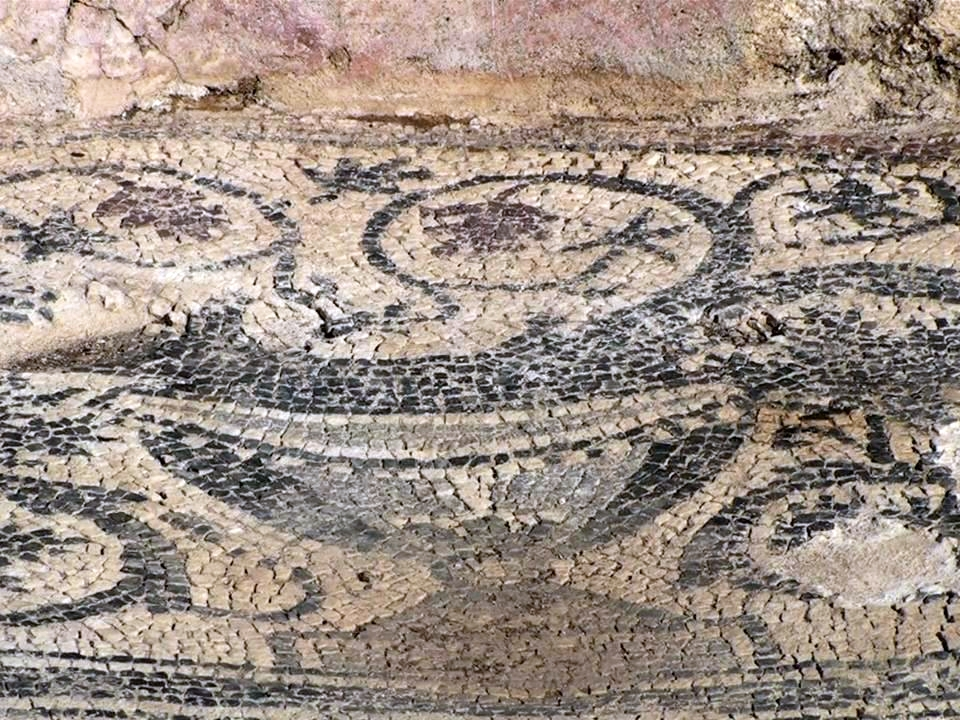
Mosaico próximo à basílica bizantina.

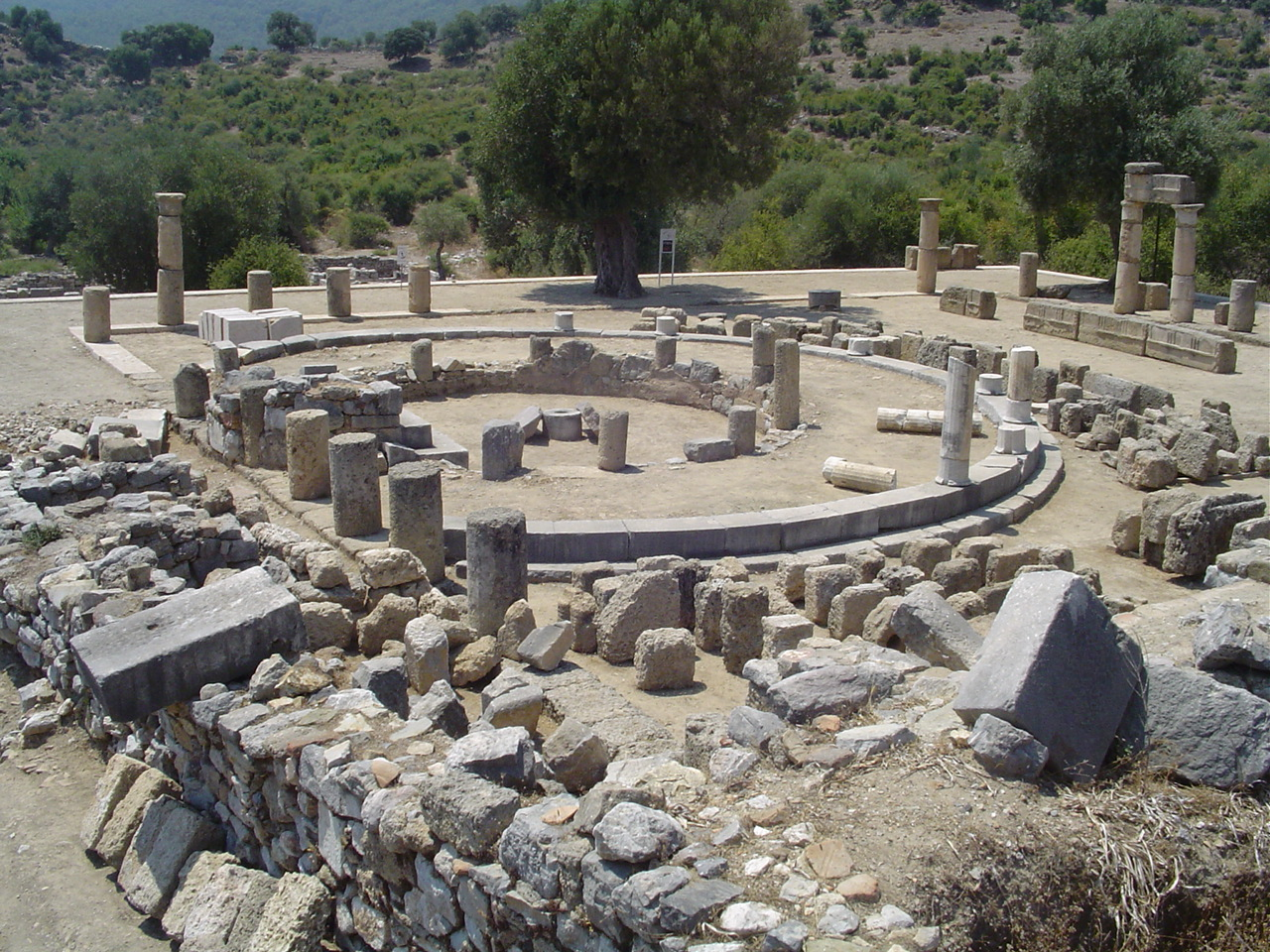
Templo de Cauno, com o círculo de colunas

Cauno é um sítio arqueológico de interesse histórico e ecológico. Situado na área de proteção ambiental de Köyceğiz-Dalyan, tem belas paisagens e uma vida selvagem diversificada. As ruínas da cidade se localizam perto da cidade moderna de Dalyan, na margem ocidental do antigo rio Cálbis. Os principais pontos de interesse arqueológico são:
- A acrópole (Persicum[27]), situada no topo de uma montanha rochosa de 152 m de altura, fortificada com muralhas bizantinas. A acrópole da cidade tinha o nome de Imbros e se situava ao pé do monte Tarbelos (hoje, Monte Ölemez).

Adjacente à acrópole, há uma pequena fortificação, denominada Heráclio (Heraklion). Até o século V a.C., esse promontório de 50m de altura chegava ao mar, e havia dois portos ao sul e ao norte dele. Tem-se da acrópole uma linda vista da cidade antiga, do rio, do estuário e da praia de İztuzu. Pode-se ver a partir da fortificação um açude de pesca tradicional, próximo ao antigo porto sul;
- Um anfiteatro na encosta da acrópole, com características arquitetônicas tanto helenísticas quanto romanas;
- Um teatro com diâmetro de 75 m, construído em ângulo de 27 graus e com capacidade para 5 mil espectadores, ainda em boas condições de preservação. É usado ainda hoje para performances ocasionais. A equipe turca de arqueólogos que tem trabalhado no sítio acredita que esse teatro tivesse um palco móvel, com um mecanismo que rodava a superfície do palco em três lados, de acordo com a cena representada[29];
- Uma palestra e termas romanas, uma plataforma de medição dos ventos e uma basílica bizantina com um domo. Pesquisas arqueológicas mostraram que a palestra foi construída no topo de uma parte da cidade antiga. É possível que o lugar fosse anteriormente destinado a propósitos religiosos.

As termas romanas serviam como lugar de encontros sociais e, devido ao seu grande tamanho, impressionavam pela demonstração do poderio romano. No período bizantino, os banhos foram desmantelados e o frigidário foi reutilizado como igreja. A plataforma de medição de ventos data do período helenístico, em 150 a.C., e era utilizada para o planejamento urbano. De acordo com os arqueólogos Öğün e Işık, ela devia consistir de um edifício circular com a base medindo 15,8m de diâmetro e o topo com 13,7m de diâmetro. No entanto, o edifício posteriormente desmoronou, talvez por causa de um terremoto. No tratado De architectura de Vitrúvio, consta que as plataformas de medição dos ventos eram usadas para planejar ruas de acordo com a direção principal dos ventos, para manter o ar das cidades limpo. A basílica bizantina no terraço da palestra data do século V, e foi construída com materiais retirados de edifícios antigos. Suas fundações datam do século anterior e acredita-se que o local já havia sido primariamente utilizado para o culto. Os arqueólogos acreditam que as paredes internas da basílica, de gesso, estavam decoradas com afrescos. A basílica ainda mantém parte de sua cúpula original, e é o único edifício bizantino de Cauno que ainda permanece em pé. Próximo à basílica foram encontrados alguns mosaicos;
- A ágora do porto, a estoa e o ninfeu;

A ágora está localizada na área plana em frente do lago Sülüklü, e data do século IV a.C., tendo mantido sua função como centro econômico, político e social até o fim do período romano. Restos dos pedestais indicam que havia várias estátuas, talvez de bronze, de romanos ilustres, mas que não foram encontradas. Provavelmente, essas estátuas foram derretidas durante a época bizantina, já que os arqueólogos encontraram um forno de fundição desse período próximo ao pedestal de uma estátua equestre do governador romano da Ásia Lúcio Licínio Murena. A estoa coberta no lado norte da ágora oferecia proteção do sol e da chuva, e era típica da arquitetura desenvolvida durante o período helenístico (século II a.C.), mas algumas de suas partes datam da época romana posterior. O ninfeu também é helenístico, mas a bacia da fonte foi aumentada durante a era romana. Inscrições do período do imperador Adriano revelam que os impostos dos mercadores e donos de navios foram aliviados para compensar o gradual assoreamento do porto.
- Os templos:

Seis templos foram escavados, dois helenísticos e quatro romanos. Provavelmente o templo em terraço datado do século III a.C., em frente a um círculo de colunas, é o mais interessante. Dentro do círculo foi encontrado um obelisco, também representado em algumas moedas cáunias. O obelisco era o símbolo do rei Cauno, que, de acordo com a mitologia, havia fundado a cidade.

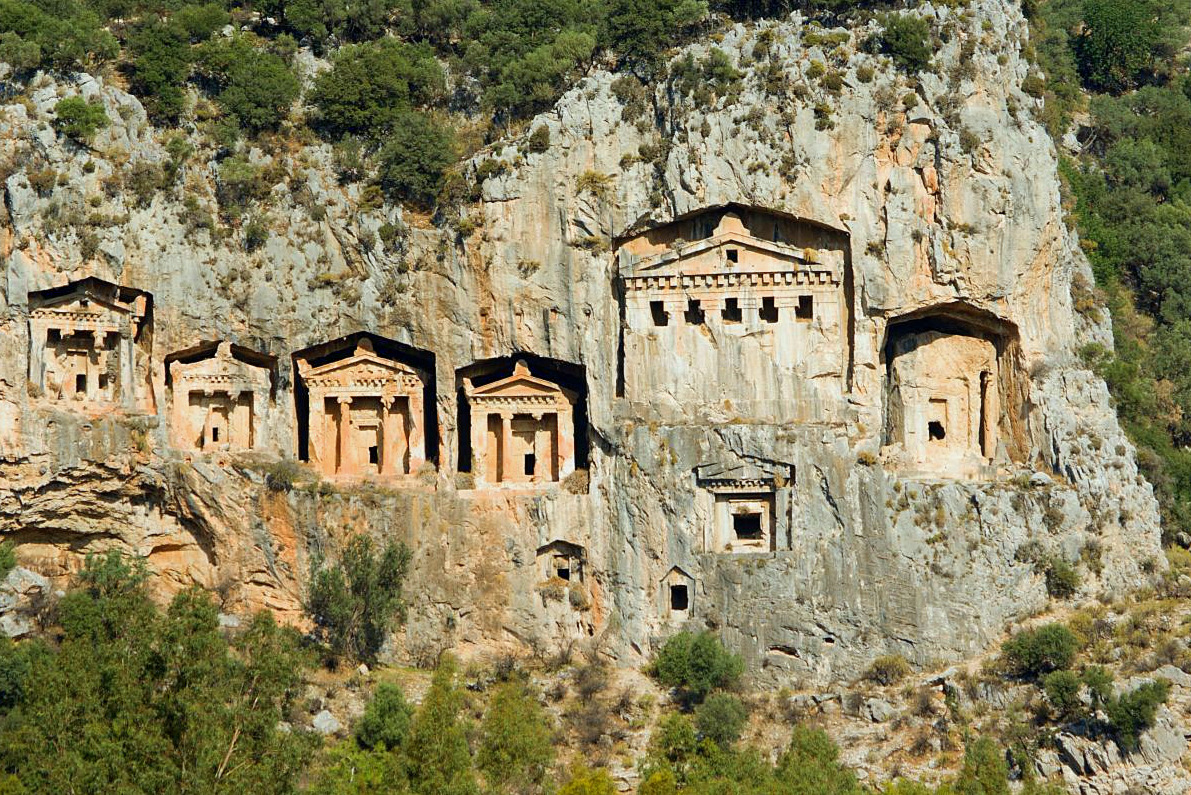
Túmulos cáunios escavados na pedra, em estilo helenístico

Fora do sítio arqueológico propriamente dito, também encontram-se:
- Seis túmulos escavados em rochas ao longo do rio Dalyan, datados dos séculos IV a II a.C., que se destacam na paisagem, e outros localizados também no porto de Çandır.

Cauno está cercada por necrópoles antigas, já que os gregos e romanos depositavam seus mortos fora das muralhas e ao longo das rotas de acesso. As cinzas dos mortos eram colocadas em urnas e depositadas nesses nichos. As fachadas desses túmulos apresentam semelhanças com templos helenísticos, com dois pilares na ordem jônica, um pedimento triangular, uma arquitrave com frisos dentados e um acrotério no formato de folhas de palmeira;
- As muralhas da cidade.

As grandiosas muralhas da cidade de Cauno foram construídas durante a época do rei Mausolo, no século IV a.C. Seu tamanho desproporcional em relação ao tamanho da cidade e à sua população se deve provavelmente às altas expectativas do sátrapa para o futuro da cidade como porto marítimo e centro comercial. As muralhas começam a oeste do porto interno e continuam ao longo da colina, a norte e noroeste da cidade, até o topo do penhasco íngreme oposto ao centro de Dalyan. Existe uma trilha ao longo da muralha, que começa na estação de água de Çandır. A regularidade do corte dos blocos retangulares e a maneira em que foram dispostos mostram a sofisticação das técnicas de construção helenísticas. Algumas partes da muralha estão bem preservadas, outras foram destruídas e posteriormente restauradas.

## Nativos ilustres
- Protógenes - Pintor grego do século IV a.C.
- Zenão de Cauno - Secretário egípcio do século III a.C.